# 세줄무늬올빼미원숭이
세줄무늬올빼미원숭이 (Aotus trivirgatus)는 신세계원숭이에 속하는 올빼미원숭이의 일종이다. 북부올빼미원숭이로도 알려져 있다. 베네수엘라와 브라질 북중부에서 발견된다.
1983년까지, 모든 올빼미원숭이들은 세줄무늬올빼미원숭이(Aotus trivirgatus)의 아종으로 간주되었으며, 모두 올빼미원숭이들을 지칭했다. 밤원숭이(douroucouli)라는 이름을 세줄무늬올빼미원숭이에만 사용하는 것은 보편적으로 받아들여지고 있는 것은 아니다. 일부 저자들은 올빼미원숭이속 전체를 가리키는 용어로 사용하거나, 회색목올빼미원숭이 군(세줄무늬올빼미원숭이(A. trivirgatus)가 속한)의 종들을 가리키는 용어로 사용한다.
다른 올빼미원숭이들처럼, 세줄무늬올빼미원숭이는 우림을 포함한 삼림 지대에서 산다. 거의 검은 색이며, 얼굴에 흰 줄 무늬가 있다. 길이는 27–48 cm 이고, 꼬리는 몸 길이와 거의 비슷하다. 성체의 몸무게 1 kg까지 나간다. 매우 큰 눈을 지니고 있으며, 달빛이 비치는 밤에 매우 활동적이고, 과일과 견과류, 잎, 곤충 그리고 작은 무척추동물과 새알 등을 먹이로 삼는다.
세줄무늬올빼미원숭이는 짝 사이에 강한 유대 관계를 형성하여 배우자가 죽기 전까지는 헤어지는 일이 없다. 이들은 가족 집단 내에서 생활하며, 어린 새끼들이 3살 또는 4살에 성적으로 성숙해지기 전까지는 부모 곁에 머무른다. 통상적으로 한 마리의 새끼만을 낳고, 임신 기간은 4개월을 조금 넘는다.